# Black and White (пісня Static-X)
Black and White  —  перший сингл американського індастріал-метал гурту Static-X з їх другого альбому Machine.
Кліп на пісню показує, як учасники гурту один за одним прокидаються від стану гіпнозу, починають виступати, а потім повільно перетворюються на роботів, схожих на тих, які були у фільмах про Термінатора. Режисером відео став Лен Вайсман.

## Список композицій
| #     | Назва                     | Тривалість |
| ----- | ------------------------- | ---------- |
| 1.    | «Black and White»         | 3:50       |
| 2.    | «Anything but This»       | 4:03       |
| 3.    | «Sweat of the Bud (Live)» | 3:30       |
| 11:23 |                           |            |

## Black and WhiteDVD
Сингл також вийшов у вигляді DVD-релізу, який містив кліп на трек «Black and White», аудіоверсію «Permanence» та фрагменти відео «This Is Not», «Push It» і «I'm with Stupid».

## Склад
- Вейн Статік — головний вокал, ритм-гітара, програмування, клавішні.
- Кен Джей — ударні.
- Тоні Кампос — бас-гітара, бек-вокал.
- Тріпп Айзен — соло-гітара

## Чарти
| Чарт (2001)                    | Найвища позиція |
| ------------------------------ | --------------- |
| UK Singles (OCC)               | 65              |
| UK Rock & Metal (OCC)          | 4               |
| US Mainstream Rock (Billboard) | 35              |